# Copa América 1997
Copa América 1997 – trzydzieste ósme mistrzostwa kontynentu południowoamerykańskiego, odbyły się w dniach 11 czerwca – 29 czerwca 1997 roku po raz drugi w Boliwii. 
W turnieju zagrało dwanaście zespołów. Zaproszono zespoły spoza kontynentu południoamerykańskiego, drużyny ze strefy CONCACAF – Meksyk i Kostaryka. Drużyny podzielono na trzy czterozespołowe grupy. Zwycięzcy, drugie drużyny w grupie i dwa najlepsze zespoły z trzecich miejsc w grupach awansowały do ćwierćfinałów. Zwycięzcy ćwierćfinałów awansowali do półfinału, zaś zwycięzcy półfinałów awansowały do finału, a przegrani grali w meczu o trzecie miejsce. Wszystkie mecze rozgrywano w Cochabambie na stadionie Félix Capriles, w Sucre na stadionie Olímpico Patria, w La Paz na stadionie Hernando Siles, w Santa Cruz na stadionie Ramón Aguilera i w Oruro na Jesús Bermúdez.

## Uczestnicy

### Argentyna
| Nr                                | Zawodnik                   | Klub                      |
| --------------------------------- | -------------------------- | ------------------------- |
| 1                                 | Christian Gustavo Bassedas | CA Vélez Sarsfield        |
| 2                                 | Eduardo Berizzo            | River Plate               |
| 3                                 | Sergio Ángel Berti         | River Plate               |
| 4                                 | José Luis Calderón         | CA Independiente          |
| 5                                 | Rodolfo Esteban Cardoso    | Hamburger SV              |
| 6                                 | Raúl Ernesto Cardozo       | CA Vélez Sarsfield        |
| 7                                 | Julio Ricardo Cruz         | River Plate               |
| 8                                 | Marcelo Alejandro Delgado  | Racing Club de Avellaneda |
| 9                                 | Marcelo Daniel Gallardo    | River Plate               |
| 10                                | Ignacio Carlos González    | Racing Club de Avellaneda |
| 11                                | Claudio Daniel Husaín      | CA Vélez Sarsfield        |
| 12                                | Gustavo Adrián López       | Real Saragossa            |
| 13                                | Jorge Daniel Martínez      | CA Independiente          |
| 14                                | Roberto Carlos Montserrat  | River Plate               |
| 15                                | Marcelo Leonardo Ojeda     | Tenerife Santa Cruz       |
| 16                                | Mauricio Pellegrino        | CA Vélez Sarsfield        |
| 17                                | Héctor Mauricio Pineda     | Boca Juniors              |
| 18                                | Martín Andrés Posse        | CA Vélez Sarsfield        |
| 19                                | Carlos Angel Roa           | CA Lanús                  |
| 20                                | Pablo Oscar Rotchen        | CA Independiente          |
| 21                                | Nelson David Vivas         | Boca Juniors              |
| 22                                | Gustavo Miguel Zapata      | San Lorenzo de Almagro    |
| Trener: Daniel Alberto Passarella |                            |                           |

### Boliwia
| Nr                    | Zawodnik                 | Klub                   |
| --------------------- | ------------------------ | ---------------------- |
| 1                     | Carlos Leonel Trucco     | Pachuca                |
| 2                     | Juan Manuel Peña         | Real Valladolid        |
| 3                     | Marco Antonio Sandy      | Club Bolívar           |
| 4                     | Miguel Angel Rimba       | Club Bolívar           |
| 5                     | Oscar Carmelo Sánchez    | Club The Strongest     |
| 6                     | Vladimir Soria           | Club Bolívar           |
| 7                     | Sergio Rogerio Castillo  | Club The Strongest     |
| 8                     | José Milton Melgar       | Club Blooming          |
| 9                     | Jaime Moreno             | DC United              |
| 10                    | Marco Antonio Etcheverry | DC United              |
| 11                    | Limberg Gutiérrez        | Club Blooming          |
| 12                    | Mauricio Ronald Soria    | Club Jorge Wilstermann |
| 13                    | Eduardo Jiguchi          | Club Bolívar           |
| 14                    | Rubén Darío Tufiño       | Club Blooming          |
| 15                    | Mauro Salvador Blanco    | Club The Strongest     |
| 16                    | Luis Héctor Cristaldo    | Club Bolívar           |
| 17                    | Limbert Méndez           | Guabirá Montero        |
| 18                    | Milton Coimbra           | CA Lanús               |
| 19                    | Ivan Sabino Castillo     | Club Bolívar           |
| 20                    | Ramiro Castillo          | Club Bolívar           |
| 21                    | Erwin Sánchez            | Boavista Porto         |
| 22                    | Julio César Baldivieso   | Yokohama Marinos       |
| Trener: Antonio López |                          |                        |

### Brazylia
| Nr                               | Zawodnik                                  | Klub                   |
| -------------------------------- | ----------------------------------------- | ---------------------- |
| 1                                | Cláudio André Mergen TAFFAREL             | Clube Atlético Mineiro |
| 2                                | CAFÚ - Marcos Evangelista de Moraes       | SE Palmeiras           |
| 3                                | ALDAIR Santos do Nascimento               | AS Roma Rzym           |
| 4                                | MÁRCIO Roberto dos SANTOS                 | Clube Atlético Mineiro |
| 5                                | MAURO da SILVA Gomes                      | Deportivo La Coruña    |
| 6                                | ROBERTO CARLOS da Silva                   | Real Madryt            |
| 7                                | GIOVANNI Silva de Oliveira                | FC Barcelona           |
| 8                                | DUNGA - Carlos Caetano Bledorn Verri      | Jubilo Iwata           |
| 9                                | RONALDO Luis Nazário de Lima              | FC Barcelona           |
| 10                               | LEONARDO Nascimento de Araújo             | PSG Paryż              |
| 11                               | ROMÁRIO da Souza Faria                    | CR Flamengo            |
| 12                               | CARLOS GERMANO Schwambach Neto            | CR Vasco da Gama       |
| 13                               | DJALMINHA - Djalma Feitosa Dias           | SE Palmeiras           |
| 14                               | ZÉ MARÍA - José Marcelo Ferreira          | Parma                  |
| 15                               | Vagno CÉLIO do Nascimento SILVA           | Corinthians Paulista   |
| 16                               | Marcelo GONÇALVES Costa Lopes             | Botafogo FR            |
| 17                               | ZÉ ROBERTO - José Roberto da Silva Júnior | Real Madryt            |
| 18                               | Carlos CÉSAR SAMPAIO Campos               | Yokohama Flügels       |
| 19                               | FLÁVIO da CONCEIÇÃO                       | Deportivo La Coruña    |
| 20                               | DENILSON de Olivera Araújo                | São Paulo FC           |
| 21                               | EDMUNDO Alves de Souza Neto               | CR Vasco da Gama       |
| 22                               | PAULO NUNES - Arílson de Paula Nunes      | Grêmio Porto Alegre    |
| Trener: Mário Jorge Lobo ZAGALLO |                                           |                        |

### Chile
| Nr                              | Zawodnik                 | Klub                      |
| ------------------------------- | ------------------------ | ------------------------- |
| 1                               | Nelson Orlando Cossio    | Audax Italiano            |
| 2                               | Jorge Gómez              | Deportes Temuco           |
| 3                               | Dante Eugenio Poli       | CD Universidad Católica   |
| 4                               | Marcelo Miranda          | CD Cobreloa               |
| 5                               | Javier Luciano Margas    | CD Universidad Católica   |
| 6                               | Nelson Rodrigo Parraguez | CD Universidad Católica   |
| 7                               | Claudio Patricio Núñez   | Tigres UANL               |
| 8                               | Fernando Andrés Cornejo  | CD Cobreloa               |
| 9                               | Luis Fernando Vergara    | CSD Colo-Colo             |
| 10                              | Esteban Andrés Valencia  | Club Universidad de Chile |
| 11                              | Juan Castillo            | Deportes Temuco           |
| 12                              | Carlos Rodrigo Tejas     | Coquimbo Unido            |
| 13                              | Moisés Fermín Villarroel | Santiago Wanderers        |
| 14                              | Miguel Ponce             | Club Universidad de Chile |
| 15                              | Clarence Williams Acuña  | Club Universidad de Chile |
| 16                              | Pedro Antonio González   | CD Cobreloa               |
| 17                              | Mario Alfredo Salas      | CSD Colo-Colo             |
| 18                              | Jaime Antonio Riveros    | CD Cobreloa               |
| 19                              | Raúl Andrés Muñoz        | CSD Colo-Colo             |
| 20                              | Ricardo Francisco Rojas  | Club Universidad de Chile |
| 21                              | Luis Alejandro Osorio    | CD Universidad Católica   |
| 22                              | Rafael Andrés Olarra     | Audax Italiano            |
| trener: Nelson Bonifacio Acosta |                          |                           |

### Ekwador
| Nr                                 | Zawodnik                   | Klub                   |
| ---------------------------------- | -------------------------- | ---------------------- |
| 1                                  | José Francisco Cevallos    | Barcelona SC           |
| 2                                  | Marco Vinicio Constante    | CD El Nacional         |
| 3                                  | Ulises Hernán De La Cruz   | LDU Quito              |
| 4                                  | Edmundo Marcelo Méndez     | Deportivo Cuenca       |
| 5                                  | Máximo Wilson Tenorio      | Barcelona SC           |
| 6                                  | Luis Enrique Capurro       | Barcelona SC           |
| 7                                  | Wellington Eduardo Sánchez | CD El Nacional         |
| 8                                  | Héctor Jhonny Carabalí     | Barcelona SC           |
| 9                                  | Estiguar Eduardo Hurtado   | Los Angeles Galaxy     |
| 10                                 | José Eduardo Gavica        | Barcelona SC           |
| 11                                 | Angel Santiago Fernández   | Emelec Guayaquil       |
| 12                                 | Oswaldo Johvani Ibarra     | CD El Nacional         |
| 13                                 | Agustín Javier Delgado     | Independiente Medellín |
| 14                                 | Alberto Guillermo Montaño  | Barcelona SC           |
| 15                                 | Hidrobo Vilson Rosero      | CD El Nacional         |
| 16                                 | Eduardo Fabián Smith       | Emelec Guayaquil       |
| 17                                 | Juan Carlos Burbano        | CD El Nacional         |
| 18                                 | Edilson Néstor Maldonado   | Aucas Quito            |
| 19                                 | Cléber Manuel Chalá        | CD El Nacional         |
| 20                                 | Ariel José Graziani        | Emelec Guayaquil       |
| 21                                 | Héctor Manuel González     | Olmedo Riobamba        |
| 22                                 | Alex Bolívar Cevallos      | Emelec Guayaquil       |
| Trener: Francisco Antonio Maturana |                            |                        |

### Kolumbia
| Nr                         | Zawodnik                  | Klub              |
| -------------------------- | ------------------------- | ----------------- |
| 1                          | Farid Camilo Mondragón    | CA Independiente  |
| 2                          | Iván Ramiro Córdoba       | Atlético Nacional |
| 3                          | Carlos Fernando Asprilla  | América Cali      |
| 4                          | José Fernando Santa       | Atlético Nacional |
| 5                          | Jorge Hernán Bermúdez     | SL Benfica        |
| 6                          | John Wilmar Pérez         | América Cali      |
| 7                          | Luis Fernando Zuleta      | Unión Magdalena   |
| 8                          | Andrés Estrada            | Deportivo Cali    |
| 9                          | Víctor Hugo Aristizábal   | São Paulo FC      |
| 10                         | Edison Mafla              | Deportivo Cali    |
| 11                         | Faustino Hernán Asprilla  | Newcastle United  |
| 12                         | Miguel Angel Calero       | Deportivo Cali    |
| 13                         | Wilmer Cabrera            | América Cali      |
| 14                         | Herman Gaviria            | Atlético Nacional |
| 15                         | Francisco Manuel Mosquera | Atlético Nacional |
| 16                         | Luis Antonio Moreno       | Tolima Ibagué     |
| 17                         | Hamilton Ricard           | Deportivo Cali    |
| 18                         | Víctor Manuel Bonilla     | Deportivo Cali    |
| 19                         | Walter Escobar            | Deportivo Cali    |
| 20                         | Víctor Danilo Pacheco     | Atlético Junior   |
| 21                         | Martín Zapata             | Deportivo Cali    |
| 22                         | Neider Yesid Morantes     | Atlético Nacional |
| Trener: Hernán Darío Gómez |                           |                   |

### Kostaryka
| Nr                           | Zawodnik                | Klub               |
| ---------------------------- | ----------------------- | ------------------ |
| 1                            | Erick Lonnis            | Deportivo Saprissa |
| 2                            | Harold Amed Wallace     | LD Alajuelense     |
| 3                            | Luis Antonio Marín      | LD Alajuelense     |
| 4                            | Ronald Alfonso González | Deportivo Saprissa |
| 5                            | Joaquín Guillén         | LD Alajuelense     |
| 6                            | Wilmer Andrés López     | LD Alajuelense     |
| 7                            | Allan Fernando Oviedo   | CS Herediano       |
| 8                            | Mauricio Solís          | Derby County       |
| 9                            | Roy Anthony Myers       | Deportivo Saprissa |
| 10                           | Rolando Danny Fonseca   | LD Alajuelense     |
| 11                           | Jafet Soto              | Monarcas Morelia   |
| 12                           | Oscar Ramírez           | Belén              |
| 13                           | Luis Javier Delgado     | LD Alajuelense     |
| 14                           | Sandro Alfaro           | CS Herediano       |
| 15                           | Walter Centeno          | Deportivo Saprissa |
| 16                           | Rónald Gómez            | Sporting Gijón     |
| 17                           | Hernán Evaristo Medford | Pachuca            |
| 18                           | Austin Gerardo Berry    | LD Alajuelense     |
| 19                           | Mauricio Wright         | Deportivo Saprissa |
| 20                           | Geovany Jara            | CS Herediano       |
| 21                           | -                       | -                  |
| 22                           | Hermidio Barrantes      | Cartaginés Cartago |
| Trener: Horacio Raúl Cordero |                         |                    |

### Meksyk
| Nr                      | Zawodnik                  | Klub          |
| ----------------------- | ------------------------- | ------------- |
| 1                       | Adolfo Ríos               | Veracruz      |
| 2                       | Claudio Suárez            | Guadalajara   |
| 3                       | Joel Sánchez              | Guadalajara   |
| 4                       | Germán Villa              | Club América  |
| 5                       | Duilio Davino             | Tecos UAG     |
| 6                       | Raúl Lara                 | Club América  |
| 7                       | Rafael García             | Pumas UNAM    |
| 8                       | Nicolás Ramírez           | Santos Laguna |
| 9                       | Paulo César Chávez        | Guadalajara   |
| 10                      | Eustacio Rizo             | Tecos UAG     |
| 11                      | Cuauhtémoc Blanco         | Club América  |
| 12                      | Hugo Pineda               | Club América  |
| 13                      | Pável Pardo               | Atlas         |
| 14                      | Camilo Romero             | Guadalajara   |
| 15                      | Luis Hernández            | Necaxa        |
| 16                      | Gilberto Jiménez          | Puebla        |
| 17                      | Francisco Palencia        | Cruz Azul     |
| 18                      | Javier Saavedra           | Toros Neza    |
| 19                      | Francisco Gabriel de Anda | Santos Laguna |
| 20                      | José Manuel Abundis       | Toluca        |
| 21                      | Antonio Sancho            | Pumas UNAM    |
| 22                      | Martín Zúñiga             | Guadalajara   |
| Trener: Manuel Lapuente |                           |               |

### Paragwaj
| Nr                             | Zawodnik                  | Klub                 |
| ------------------------------ | ------------------------- | -------------------- |
| 1                              | José Luis Félix Chilavert | CA Vélez Sarsfield   |
| 2                              | Francisco Javier Arce     | Grêmio Porto Alegre  |
| 3                              | Celso Rafael Ayala        | River Plate          |
| 4                              | Arnaldo Andrés Espínola   | Sportivo Luqueño     |
| 5                              | Carlos Alberto Gamarra    | SC Internacional     |
| 6                              | Estanislao Struway        | Portuguesa São Paulo |
| 7                              | Hugo Marcelo Ovelar       | Club Guaraní         |
| 8                              | Hugo Rolando Brizuela     | Audax Italiano       |
| 9                              | José Saturnino Cardozo    | Deportivo Toluca     |
| 10                             | Roberto Miguel Acuña      | CA Independiente     |
| 11                             | Juan Ramón Jara           | Rosario Central      |
| 12                             | Gustavo Angel Sotelo      | Club Guaraní         |
| 13                             | Jorge Inocencio Alcaraz   | Cerro Porteño        |
| 14                             | Ricardo Ismael Rojas      | Estudiantes La Plata |
| 15                             | Pedro Alcides Sarabia     | CA Banfield          |
| 16                             | Juan Carlos Villamayor    | Cerro Porteño        |
| 17                             | Harles Daniel Bourdier    | Club Olimpia         |
| 18                             | Arístides Fabián Rojas    | Unión Las Palmas     |
| 19                             | Richard Aníbal Gómez      | Cerro Porteño        |
| 20                             | Derlis Francisco Soto     | Club Guaraní         |
| 21                             | Francisco Javier Esteche  | Club Olimpia         |
| 22                             | Rubén Martín Ruiz Díaz    | Monterrey            |
| Trener: Paulo César Carpegiani |                           |                      |

### Peru
| Nr                            | Zawodnik                   | Klub                  |
| ----------------------------- | -------------------------- | --------------------- |
| 1                             | Miguel Eduardo Miranda     | Municipal Lima        |
| 2                             | José Luis Reyna            | Alianza Lima          |
| 3                             | César Miguel Rebosio       | Club Sporting Cristal |
| 4                             | Giuliano Santiago Portilla | Universitario Lima    |
| 5                             | Alfonso Antonio Dulanto    | UNAM Meksyk           |
| 6                             | Erick Omar Torres          | Club Sporting Cristal |
| 7                             | Germán Eduardo Muñoz       | Cienciano Cuzco       |
| 8                             | César Miguel Rosales       | Alianza Lima          |
| 9                             | Paul Manuel Cominges       | FBC Melgar            |
| 10                            | Roberto Carlos Palacios    | Puebla                |
| 11                            | Alex Segundo Magallanes    | Club Sporting Cristal |
| 12                            | Juan Ángel Flores          | Sport Boys Callao     |
| 13                            | Orlando Octavio Prado      | Deportivo Pesquero    |
| 14                            | Emilio Martín Hidalgo      | Club Sporting Cristal |
| 15                            | Aldo Jair Cavero           | Cienciano Cuzco       |
| 16                            | José Luis Chacón           | Deportivo Pesquero    |
| 17                            | Eddie Javier Carazas       | Universitario Lima    |
| 18                            | Waldir Alejandro Sáenz     | Alianza Lima          |
| 19                            | Marko Gustavo Ciurlizza    | Universitario Lima    |
| 20                            | Frank Alberto Palomino     | FBC Melgar            |
| 21                            | Leao Butrón                | Club Sporting Cristal |
| 22                            | Leonardo Uehara            | La Loretana Pucallpa  |
| Trener: Freddy Santos Ternero |                            |                       |

### Urugwaj
| Nr                              | Zawodnik                      | Klub                      |
| ------------------------------- | ----------------------------- | ------------------------- |
| 1                               | Robert Dante Siboldi          | Tigres UANL Monterrey     |
| 2                               | Héctor Ignacio Rodríguez Peña | CA Colón                  |
| 3                               | Eber Alejandro Moas           | Monterrey                 |
| 4                               | Leonardo Alfredo Ramos        | Estudiantes La Plata      |
| 5                               | Gonzalo De Los Santos         | CA Peñarol                |
| 6                               | Tony César Gómez              | Club Nacional de Football |
| 7                               | Nelson Javier Abeijón         | Club Nacional de Football |
| 8                               | Marcelo Saralegui             | CA Colón                  |
| 9                               | Luis Alberto Romero           | CA Peñarol                |
| 10                              | Álvaro Alexander Recoba       | Club Nacional de Football |
| 11                              | Javier Omar Delgado           | Danubio FC                |
| 12                              | Leonardo Jorge Romay          | Tigrillos UANL            |
| 13                              | -                             | -                         |
| 14                              | Clever Marcelo Romero         | CA Peñarol                |
| 15                              | Tabaré Abayubá Silva          | Defensor Sporting         |
| 16                              | Josemir Lujambio              | Huracán Corrientes        |
| 17                              | Sergio Daniel Martínez        | Boca Juniors              |
| 18                              | Ruben Fernando Da Silva       | Rosario Central           |
| 19                              | Yary David Silvera            | River Plate Montevideo    |
| 20                              | Andrés José Fleurquin         | Defensor Sporting         |
| 21                              | Pablo Fernando Hernández      | Defensor Sporting         |
| 22                              | Washington Sebastián Abreu    | San Lorenzo de Almagro    |
| Trener: Juan Antonio Ahuntchaín |                               |                           |

### Wenezuela
| Nr                      | Zawodnik                  | Klub                          |
| ----------------------- | ------------------------- | ----------------------------- |
| 1                       | Rafael Edgar Dudamel      | Independiente Santa Fe Bogota |
| 2                       | David Andrew Mcintosh     | Minervén Puerto Ordaz         |
| 3                       | José Alexander Echenique  | UAT San Cristóbal             |
| 4                       | José Manuel Rey           | Caracas FC                    |
| 5                       | Luis José Vallenilla      | Trujillanos Valera            |
| 6                       | Leonardo Alberto González | Caracas FC                    |
| 7                       | Juan Carlos Socorro       | Unión Las Palmas              |
| 8                       | Gerson Diomar Díaz        | Caracas FC                    |
| 9                       | Rafael Ernesto Castellín  | Caracas FC                    |
| 10                      | Gabriel Antonio Miranda   | Caracas FC                    |
| 11                      | Gabriel José Urdaneta     | Atlético Zulia                |
| 12                      | César Renato Baena        | Caracas FC                    |
| 13                      | Jesús Rodríguez           | Estudiantes Mérida            |
| 14                      | William González          | Mineros Guayana               |
| 15                      | Jesús Valiente            | Trujillanos Valera            |
| 16                      | Oswaldo Palencia          | ULA Mérida                    |
| 17                      | Elvis Alfonso Martínez    | Caracas FC                    |
| 18                      | Andrew Páez               | Mineros Guayana               |
| 19                      | Luis Ramos                | Atlético Zulia                |
| 20                      | Robert Rodallega          | Minervén Puerto Ordaz         |
| 21                      | John Medina               | Atlético Zulia                |
| 22                      | César Espinoza            | Estudiantes Mérida            |
| Trener: Eduardo Borrero |                           |                               |

## Mecze

### Grupa A

#### Paragwaj–Chile
| PARAGWAJ - CHILE 1:0 (1:0) |
| --- |
| 11 czerwca 1997, Cochabamba, Estadio Félix Capriles (widzów 17 000)                                                                           |
| Sędzia: René Ortubé ( Gualberto Viltty, Francesco Romano)                                                                                     |
| PARAGWAJ: Chilavert - Arce, R.Rojas, Gamarra, Alcaraz - Villamayor, Struway, Acuńa (75 Jara), Ovelar (45 Gómez) – Cardozo, Soto (66 Brizuela) |
| CHILE: Cossio - Gómez, Parraguez, Rojas, Muńoz (60 Ponce) – Salas, Cornejo, Riveros (66 Acuńa), Valencia (66 Castillo) – Núńez, Vergara       |
| Bramki: 1:0 Acuńa 28 |
| Żółte kartki: Struway, Alcaraz, Gómez, R.Rojas / Parraguez                                                                                    |

#### Argentyna–Ekwador
| ARGENTYNA - EKWADOR 0:0 |
| --- |
| 11 czerwca 1997, Cochabamba, Estadio Félix Capriles (widzów 17 000)                                                                                  |
| Sędzia: Jorge Nieves ( Carlos Velázquez, Jorge Oliveira)                                                                                             |
| ARGENTYNA: González - Martínez, Rotchen, Pellegrino, Cardozo - Zapata, Husaín, Cardoso, López (45 Gallardo) – Delgado, Cruz (61 Calderón)            |
| EKWADOR: J.Cevallos - Méndez, Capurro, Burbano, Tenorio - Smith, Carabalí, Sánchez, Gavica (75 Rosero) – Chalá (45 Graziani), Maldonado (45 Hurtado) |
| Żółte kartki: - / Smith |

#### Ekwador–Paragwaj
| EKWADOR - PARAGWAJ 2:0 (0:0) |
| --- |
| 14 czerwca 1997, Cochabamba, Estadio Félix Capriles (widzów 5000)                                                                               |
| Sędzia: Paolo Borgosano (Carlos Velázquez, Francesco Romano)                                                                                    |
| EKWADOR: J.Cevallos - Méndez, Capurro, Tenorio, De la Cruz - Sánchez, Carabalí, Smith, Gavica (58 Rosero) – Hurtado, Delgado (45 Graziani)      |
| PARAGWAJ: Chilavert - Arce, Ayala, Gamarra, Alcaraz - R.Rojas, Struway, Bourdier, Acuńa (58 Esteche) – Cardozo (58 Brizuela), A.Rojas (63 Soto) |
| Bramki: 1:0 Sánchez 71w, 2:0 Graziani 86 |
| Żółte kartki: Gamarra, Ayala, Esteche / Méndez                                                                                                  |

#### Argentyna–Chile
| ARGENTYNA - CHILE 2:0 (0:0) |
| --- |
| 14 czerwca 1997, Cochabamba, Estadio Félix Capriles (widzów 9000)                                                                                    |
| Sędzia: Antônio Pereira ( Jorge Oliveira, Gualberto Viltty)                                                                                          |
| ARGENTYNA: Ojeda - Martínez, Rotchen, Pellegrino, Cardozo – bassedas (80 Husaín), Zapata, Cardoso (68 Berti), Gallardo - Delgado, Calderón (70 Cruz) |
| CHILE: Cossio - Gómez, Parraguez, Rojas, Ponce (68 Miranda) – Villarroel (54 Cornejo), Acuńa, Salas, Valencia (80 Riveros) – González, Vergara       |
| Bramki: 1:0 Berti 83, 2:0 Gallardo 86 |
| Żółte kartki: Berti / Parraguez, Salas |

#### Ekwador–Chile
| EKWADOR - CHILE 2:1 (1:0) |
| --- |
| 17 czerwca 1997, Cochabamba, Estadio Félix Capriles (widzów 8000)                                                                                     |
| Sędzia: Rafael Sanabria ( Francesco Romano, Jorge Oliveira)                                                                                           |
| EKWADOR: Ibarra - Méndez, Capurro, Montańo, De la Cruz - Smith, Carabalí, Sánchez, Gavica (66 Rosero) – Hurtado (79 Delgado), Graziani (79 Maldonado) |
| CHILE: Cossio - Gómez, Rojas, Poli, Ponce - Acuńa (73 Castillo), Cornejo, Valencia, Osorio (63 Villarroel) – Núńez, Vergara (80 González)             |
| Bramki: 1:0 Graziani 32, 1:1 Vergara 52, 2:1 Gavica 55                                                                                                |
| Żółte kartki: Montańo, Smith, Sánchez / Ponce |

#### Argentyna–Paragwaj
| ARGENTYNA - PARAGWAJ 1:1 (0:0) |
| --- |
| 17 czerwca 1997, Cochabamba, Estadio Félix Capriles (widzów 8000)                                                                              |
| Sędzia: Jorge Nieves ( Gualberto Viltty, Carlos Velázquez)                                                                                     |
| ARGENTYNA: Roa - Vivas, Rotchen, Pellegrino, Cardozo – bassedas (80 Posse), Zapata, Cardoso (78 Berti), Gallardo - Delgado, Calderón (54 Cruz) |
| PARAGWAJ: Chilavert - Arce, Ayala, Gamarra, R.Rojas - Struway, Alcaraz (71 Jara), Villamayor, Acuńa - Cardozo, A.Rojas (87 Gómez)              |
| Bramki: 0:1 Chilavert 73k, 1:1 Gallardo 90k |
| Czerwone kartki: Rotchen (86) / - |
| Żółte kartki: Vivas, Cruz / Struway, Chilavert, Ayala                                                                                          |
| Uwaga: w 55 minucie Gallardo nie wykorzystał rzutu karnego przyznanego Argentynie                                                              |

### Grupa B

#### Peru–Urugwaj
| PERU - URUGWAJ 1:0 (0:0) |
| --- |
| 12 czerwca 1997, Sucre, Estadio Olímpico Patria (widzów 6000) |
| Sędzia: Antonio Marrufo ( Javier Campos, Dember Perdomo) |
| PERU: Miranda - Reyna, Rebosio, Dulanto, Hidalgo - Torres, Muńoz, Rosales (68 Magallanes), Palacios (82 Sáenz) – Cominges (68 Palomino), Carazas                 |
| URUGWAJ: Siboldi - Gómez, Rodríguez Peńa, Moas, Ramos - Abeijón, M.Romero (56 De los Santos), Saralegui - Recoba (46 Da Silva), Martínez (62 Lujambio), L.Romero |
| Bramki: 1:0 Hidalgo 75w |
| Czerwone kartki: Carazas (85) / - |
| Żółte kartki: Carazas, Magallanes / Ramos, Moas |

#### Boliwia–Wenezuela
| BOLIWIA - WENEZUELA 1:0 (0:0) |
| --- |
| 12 czerwca 1997, La Paz, Estadio Hernando Siles (widzów 40 000)                                                                                                   |
| Sędzia: Byron Moreno ( Mario Vera, Peter Kelly) |
| BOLIWIA: Trucco - Rimba, Peńa, Sandy, S.Castillo (45 E.Sánchez) – I.Castillo, Cristaldo, V.Soria, R.Castillo - Gutiérrez (66 Melgar), Coimbra (70 Moreno)         |
| WENEZUELA: Dudamel - McIntosh, Rey, Echenique, Vallenilla - Díaz, L.González, Miranda, Socorro (76 W.González) – Castellín (84 Urdaneta), Palencia (58 Rodallega) |
| Bramki: 1:0 Coimbra 60 |
| Czerwone kartki: Peńa (59) / McIntosh (73) |
| Żółte kartki: Rimba / Rey, Socorro, Vallenilla |

#### Urugwaj–Wenezuela
| URUGWAJ - WENEZUELA 2:0 (1:0) |
| --- |
| 15 czerwca 1997, Sucre, Estadio Olímpico Patria (widzów 1000)                                                                                                |
| Sędzia: Eduardo Gamboa ( Javier Campos, Dember Perdomo) |
| URUGWAJ: Siboldi - Gómez, Rodríguez Peńa, Moas, Silva - De los Santos, Delgado (80 Silvera), Saralegui, Da Silva - Recoba (69 M.Romero), L.Romero (60 Abreu) |
| WENEZUELA: Dudamel - Martínez, Rey, Echenique, Vallenilla - Díaz, Rodallega, L.González, Socorro - Miranda (80 Páez), Castellín                              |
| Bramki: 1:0 Recoba 19, 2:0 Saralegui 47 |
| Czerwone kartki: - / Rodallega (35) |
| Żółte kartki: L.Romero, De los Santos / L.González |

#### Boliwia–Peru
| BOLIWIA - PERU 2:0 (1:0) |
| --- |
| 15 czerwca 1997, La Paz, Estadio Hernando Siles (widzów ?) |
| Sędzia: Rodrigo Badilla ( Peter Kelly, Mario Vera) |
| BOLIWIA: Trucco - O.Sánchez, Sandy, Rimba, I.Castillo (25 Baldivieso) – Cristaldo, Blanco (45 E.Sánchez), V.Soria, Etcheverry - R.Castillo, Coimbra (59 Gutiérrez) |
| PERU: Miranda - Reyna, Rebosio, Dulanto, Hidalgo - Torres, Muńoz, Palomino (59 Sáenz), Palacios (56 Prado) – Magallanes, Cominges (67 Cavero)                      |
| Bramki: 1:0 Etcheverry 45, 2:0 Baldivieso 50 |
| Czerwone kartki: - / Reyna (20) |
| Żółte kartki: Sandy / Hidalgo |

#### Peru–Wenezuela
| PERU - WENEZUELA 2:0 (1:0) |
| --- |
| 18 czerwca 1997, Sucre, Estadio Olímpico Patria (widzów 1500) |
| Sędzia: Byron Moreno ( Javier Campos, Dember Perdomo) |
| PERU: Miranda - Portilla, Rebosio, Dulanto, Hidalgo (72 Prado) – Torres, Muńoz, Magallanes, Palacios (72 Carazas) – Sáenz, Cominges (65 Palomino)                 |
| WENEZUELA: Dudamel - McIntosh, Echenique, Rey, Vallenilla - L.González, Díaz (83 Palencia), Socorro (67 Rodríguez), Miranda (58 W.González) – Urdaneta, Castellín |
| Bramki: 1:0 Cominges 13, 2:0 Cominges 59 |
| Czerwone kartki: - / Rey (54) |
| Żółte kartki: Magallanes, Torres / L.González, Echenique |

#### Boliwia–Urugwaj
| BOLIWIA - URUGWAJ 1:0 (1:0) |
| --- |
| 18 czerwca 1997, La Paz, Estadio Hernando Siles (widzów 30 000)                                                                                                 |
| Sędzia: Antonio Marrufo ( Mario Vera, Peter Kelly) |
| BOLIWIA: Trucco - Rimba, Peńa (45 S.Castillo), Sandy, O.Sánchez - V.Soria, Cristaldo, Baldivieso (89 Moreno), Etcheverry - Coimbra (61 E.Sánchez), R.Castillo   |
| URUGWAJ: Siboldi - Gómez, Rodríguez Peńa, Moas, Silva - De los Santos, M.Romero, Saralegui (77 Abeijón), Delgado (60 Da Silva) – Recoba, L.Romero (60 Martínez) |
| Bramki: 1:0 Baldivieso 29 |
| Żółte kartki: - / Siboldi, Gómez, De los Santos |

### Grupa C

#### Meksyk–Kolumbia
| MEKSYK - KOLUMBIA 2:1 (2:0) |
| --- |
| 13 czerwca 1997, Santa Cruz, Estadio Ramón Aguilera (widzów 25 000)                                                                         |
| Sędzia: Horacio Elizondo ( Oscar Olagüe, Esteban Perca)                                                                                     |
| MEKSYK: Pineda (46 Zúńiga) – Pardo, Davino, Suárez, Romero - Chávez (72 Lara), Villa, Ramírez, Blanco - Hernández, Abundis (80 García)      |
| KOLUMBIA: Mondragón - Santa, Bermúdez, C.Asprilla, Moreno, Gaviria (46 Bonilla) – Pérez, Cabrera, Mafla (57 Morantes) – Ricard, Aristizábal |
| Bramki: 1:0 Hernández 7, 2:0 Hernández 11, 2:1 Ricard 58g                                                                                   |
| Żółte kartki: Hernández, Chávez, Villa / Gaviria, Cabrera, Moreno                                                                           |

#### Brazylia–Kostaryka
| BRAZYLIA - KOSTARYKA 5:0 (2:0) |
| --- |
| 13 czerwca 1997, Santa Cruz, Estadio Ramón Aguilera (widzów 35 000) |
| Sędzia: Epifanio González ( Emilio González, Víctor Arambulo) |
| BRAZYLIA: Taffarel - Cafú (65 Zé María), Gonçalves, Aldair, Roberto Carlos - Dunga, Flavio Conceiçao, Leonardo, Djalminha (61 Edmundo) – Romário (72 Giovanni), Ronaldo |
| KOSTARYKA: Lonnis - Wallace (61 Delgado), González, Wright, Berry - Solís, López, Guillén, Soto (65 Myers) – Medford (88 Oviedo), Gómez                                 |
| Bramki: 1:0 Djalminha 20w, 2:0 González 34s, 3:0 Ronaldo 47, 4:0 Ronaldo 54, 5:0 Romário 60                                                                             |
| Żółte kartki: Roberto Carlos, Aldair / Soto |

#### Kolumbia–Kostaryka
| KOLUMBIA - KOSTARYKA 4:1 (2:0) |
| --- |
| 16 czerwca 1997, Santa Cruz, Estadio Ramón Aguilera (widzów 25 000)                                                                               |
| Sędzia: Esfandiar Baharmast ( Oscar Olagüe, Esteban Perca)                                                                                        |
| KOLUMBIA: Calero - Santa, Bermúdez, Córdoba, Moreno - Cabrera, Pérez, Pacheco (82 Bonilla) – Morantes (82 Mafla), Aristizábal, Ricard (45 Zuleta) |
| KOSTARYKA: Barrantes - Jara, González, Wright, Berry - Solís (54 Myers), Guillén, López, Soto (63 Ramírez) – Medford, Gómez (57 Oviedo)           |
| Bramki: 1:0 Morantes 13, 2:0 Morantes 23, 3:0 Cabrera 62k, 3:1 Wright 66g, 4:1 Aristizábal 78                                                     |
| Żółte kartki: Moreno / Solís, González, Soto, Guillén                                                                                             |

#### Brazylia–Meksyk
| BRAZYLIA - MEKSYK 3:2 (0:2) |
| --- |
| 16 czerwca 1997, Santa Cruz, Estadio Ramón Aguilera (widzów 35 000)                                                                                            |
| Sędzia: José Arana ( Víctor Arambulo, Emilio González) |
| BRAZYLIA: Taffarel - Cafú, Célio Silva, Aldair, Roberto Carlos - Dunga, Flavio Conceiçăo, Leonardo (81 Zé Roberto), Djalminha (45 Denilson) – Ronaldo, Romário |
| MEKSYK: Ríos - Pardo, Sánchez, Suárez, Davino - Villa, Lara, Romero (85 Abundis), Ramírez (74 García) – Hernández, Palencia (65 Blanco)                        |
| Bramki: 0:1 Hernández 13, 0:2 Hernández 31, 1:2 Aldair 47g, 2:2 Romero 59s, 3:2 Leonardo 77                                                                    |
| Czerwone kartki: Flavio Conceiçăo (87) / - |
| Żółte kartki: Cafú, Roberto Carlos / Palencia, Davino, Villa, Pardo, Suárez                                                                                    |

#### Meksyk–Kostaryka
| MEKSYK - KOSTARYKA 1:1 (1:0) |
| --- |
| 19 czerwca 1997, Santa Cruz, Estadio Ramón Aguilera (widzów 15 000)                                                                     |
| Sędzia: Juan Carlos Paniagua ( Esteban Perca, Oscar Olagüe)                                                                             |
| MEKSYK: Ríos - Villa, Suárez, Davino, Romero - Lara, Ramírez, Chávez, Blanco (83 García) – Palencia (45 Abundis, 71 Sánchez), Hernández |
| KOSTARYKA: Barrantes - Wallace, González, Wright, Alfaro - Ramírez, Solís, López, Myers (59 Oviedo) – Medford, Fonseca                  |
| Bramki: 1:0 Hernández 14k, 1:1 Medford 60                                                                                               |
| Żółte kartki: - / Medford, Ramírez, González, Solís                                                                                     |

#### Brazylia–Kolumbia
| BRAZYLIA - KOLUMBIA 2:0 (1:0) |
| --- |
| 19 czerwca 1997, Santa Cruz, Estadio Ramón Aguilera (widzów 35 000)                                                                                                |
| Sędzia: Epifanio González ( Emilio González, Víctor Arambulo) |
| BRAZYLIA: Taffarel - Cafú (73 Zé María), Gonçalves, Aldair, Zé Roberto - Dunga (84 César Sampaio), Mauro Silva, Denilson, Leonardo - Ronaldo (59 Edmundo), Romário |
| KOLUMBIA: Calero - Santa, Bermúdez, Córdoba, Mosquera - Cabrera, Pérez, Pacheco - Bonilla (45 Ricard), Morantes (70 Estrada), Aristizábal                          |
| Bramki: 1:0 Dunga 11w, 2:0 Edmundo 67 |
| Żółte kartki: Cafú, Dunga / Aristizábal, Pacheco |

### Ćwierćfinały

#### Peru–Argentyna
| PERU - ARGENTYNA 2:1 (1:0) |
| --- |
| 21 czerwca 1997, Sucre, Estadio Olímpico Patria (widzów 9000)                                                                              |
| Sędzia: Byron Moreno ( Javier Campos, Gualberto Viltty)                                                                                    |
| PERU: Miranda - Reyna, Dulanto, Rebosio, Hidalgo - Torres, Muńoz, Carazas (52 Prado), Palacios - Cominges (73 Cavero), Sáenz (62 Palomino) |
| ARGENTYNA: Roa - Pineda, Vivas, Berizzo, Cardozo (46 Martínez) – bassedas, Zapata, Gallardo, Cardoso (46 Berti), Delgado, Cruz (46 Posse)  |
| Bramki: 1:0 Carazas 30, 2:0 Hidalgo 61, 2:1 Gallardo 66k                                                                                   |
| Czerwone kartki: - / Gallardo (67), Berizzo (67), Zapata (82)                                                                              |
| Żółte kartki: Dulanto, Reyna, Miranda, Palacios / Zapata, Berizzo                                                                          |
| Uwagi: w 48 minucie peruwiański bramkarz Miguel Miranda obronił rzut karny egzekwowany przez Marcelo Gallardo                              |

#### Boliwia–Kolumbia
| BOLIWIA - KOLUMBIA 2:1 (2:0) |
| --- |
| 21 czerwca 1997, La Paz, Estadio Hernando Siles (widzów 30 000)                                                                                        |
| Sędzia: Horacio Elizondo ( Oscar Olagüe, Peter Kelly)                                                                                                  |
| BOLIWIA: Trucco - O.Sánchez, Sandy, J.Peńa, S.Castillo - Cristaldo, V.Soria, Baldivieso - R.Castillo (71 Melgar), E.Sánchez (75 Moreno), Etcheverry    |
| KOLUMBIA: Mondragón - Santa, Bermúdez, Córdoba, Moreno - Gaviria, Pérez (26 Morantes), Cabrera, Pacheco (46 Escobar) – Ricard (67 Zuleta), Aristizábal |
| Bramki: 1:0 Etcheverry 3, 2:0 E.Sánchez 24, 2:1 Gaviria 57                                                                                             |
| Żółte kartki: E.Sánchez / Aristizábal, Santa, Gaviria, Cabrera                                                                                         |

#### Meksyk–Ekwador
| MEKSYK - EKWADOR 1:1 (1:1), karne 4:3 |
| --- |
| 22 czerwca 1997, Cochabamba, Estadio Félix Capriles (widzów 15 000) |
| Sędzia: Antônio Pereira ( Jorge Oliveira, Carlos Velázquez) |
| MEKSYK: Ríos - Pardo (55 Rizo), Davino, Suárez, Romero, Sánchez - Villa, Lara, Ramírez (61 Chávez) – Blanco, Hernández |
| EKWADOR: Ibarra - Méndez, Capurro, Tenorio (46 Montańo), De la Cruz - Sánchez (81 Rosero), Constante, Carabalí, Gavica (73 Fernández) – Graziani, Hurtado                                                                                              |
| Bramki: 0:1 Capurro 6k, 1:1 Blanco 17 |
| Karne: 0:1 Montańo, 1:1 Hernández, (1:1) Capurro (obronił Ríos), 2:1 Suárez, (2:1) De la Cruz (obronił Ríos), (2:1) Blanco (obronił Ibarra), 2:2 Graziani, 3:2 Chávez, 3:3 Fernández, (3:3) Villa (niecelny), (3:3) Rosero (obronił Ríos), 4:3 Sánchez |
| Żółte kartki: Romero, Blanco / Méndez, Carabalí |

#### Brazylia–Paragwaj
| BRAZYLIA - PARAGWAJ 2:0 (2:0) |
| --- |
| 22 czerwca 1997, Santa Cruz, Estadio Ramón Aguilera (widzów 30 000)                                                                            |
| Sędzia: Rafael Sanabria ( Francesco Romano, Esteban Perca)                                                                                     |
| BRAZYLIA: Taffarel - Zé María, Gonçalves, Aldair, Roberto Carlos - Dunga, Flavio Conceiçăo, Denilson, Leonardo - Ronaldo, Romário              |
| PARAGWAJ: Chilavert - Arce, Gamarra, Espínola (36 Jara), Sanabria - Alcaraz, Gómez, Acuńa, Villamayor (57 Ovelar) – Soto (42 Cardozo), A.Rojas |
| Bramki: 1:0 Ronaldo 9, 2:0 Ronaldo 34 |
| Żółte kartki: Dunga, Leonardo / Gómez, Gamarra, Arce, Chilavert                                                                                |
| Uwagi: w 64 minucie Chilavert obronił rzut karny egzekwowany przez Ronaldo                                                                     |

### Półfinały

#### Boliwia–Meksyk
| BOLIWIA - MEKSYK 3:1 (2:1) |
| --- |
| 25 czerwca 1997, La Paz, Estadio Hernando Siles (widzów 40 000)                                                                                      |
| Sędzia: Epifanio González ( Francesco Romano, Javier Campos)                                                                                         |
| BOLIWIA: Trucco - O.Sánchez, J.Peńa, Sandy, S.Castillo - Baldivieso, V.Soria, E.Sánchez (59 Moreno (76 Blanco)) – R.Castillo (73 Melgar), Etcheverry |
| MEKSYK: Ríos - Pardo, Suárez, Romero (73 Abundis), Sánchez - Villa, Ramírez (59 García), Lara, Chávez - Hernández, Palencia (46 Blanco)              |
| Bramki: 0:1 Ramírez 8w, 1:1 E.Sánchez 27w, 2:1 R.Castillo 39, 3:1 Moreno 79                                                                          |
| Czerwone kartki: - / Suárez (42), Sánchez (75) |
| Żółte kartki: Etcheverry, O.Sánchez, V.Soria, Melgar / Lara, Sánchez                                                                                 |
| Uwagi: w 28 minucie mecz został przerwany na 10 minut - w tym okresie sędzia wyrzucił trenerów obu drużyn                                            |

#### Brazylia–Peru
| BRAZYLIA - PERU 7:0 (4:0) |
| --- |
| 26 czerwca 1997, Santa Cruz, Estadio Ramón Aguilera (widzów 20 000) |
| Sędzia: Rodrigo Badilla ( Peter Kelly, Carlos Velázquez) |
| BRAZYLIA: Taffarel - Cafú, Gonçalves, Aldair, Roberto Carlos - Dunga (58 Mauro Silva), Flavio Conceiçăo, Denilson, Leonardo (62 Djalminha) – Ronaldo (58 Edmundo), Romário |
| PERU: Miranda - Reyna (57 Prado), Dulanto, Rebosio, Hidalgo - Torres, Muńoz, Magallanes, Palacios (57 Sáenz) – Carazas (57 Palomino), Cominges                             |
| Bramki: 1:0 Denilson 1, 2:0 Flavio Conceiçăo, 3:0 Romário 36, 4:0 Leonardo 45g, 5:0 Romário 49, 6:0 Leonardo 55, 7:0 Djalminha 77                                          |
| Żółte kartki: Ronaldo / Prado |
| Uwagi: w 64 minucie z powodu kontuzji boisko musiał opuścić brazylijski piłkarz Romário                                                                                    |

### O trzecie miejsce

#### Meksyk–Peru
| MEKSYK - PERU 1:0 (0:0) |
| --- |
| 28 czerwca 1997, Oruro, Estadio Jesús Bermúdez (widzów 8000)                                                                                      |
| Sędzia: Paolo Borgosano ( Francesco Romano, Peter Kelly)                                                                                          |
| MEKSYK: Ríos - Pardo, Jiménez, Gabriel, Romero - Villa (83 Sanchez), Lara, Ramírez (45 Chávez), Blanco - Palencia (57 Abundis), Hernández         |
| PERU: Miranda - Reyna, Dulanto, Rebosio, Portilla - Prado, Torres (71 Muńoz), Rosales (14 Hidalgo), Palacios - Palomino, Cominges (20 Magallanes) |
| Bramki: 1:0 Hernández 82 |
| Żółte kartki: Pardo, Lara / Reyna, Hidalgo |

### Finał

#### Brazylia–Boliwia
| BRAZYLIA - BOLIWIA 3:1 (1:1) |
| --- |
| 29 czerwca 1997, La Paz, Estadio Hernando Siles (widzów 46 000) |
| Sędzia: Jorge Nieves ( Carlos Velázquez, Javier Campos) |
| BRAZYLIA: Taffarel - Cafú, Gonçalves, Aldair, Roberto Carlos - Dunga, Flavio Conceiçăo (62 Zé Roberto), Denilson, Leonardo (79 Mauro Silva) – Ronaldo, Edmundo (67 Paulo Nunes) |
| BOLIWIA: Trucco - S.Castillo, J.Peńa, O.Sánchez, Sandy - Cristaldo, Baldivieso, V.Soria, E.Sánchez - Etcheverry, Moreno (74 Coimbra)                                            |
| Bramki: 1:0 Edmundo 40, 1:1 E.Sánchez 45, 2:1 Ronaldo 79, 3:1 Zé Roberto 90 |
| Żółte kartki: Mauro Silva 84 (odkopnięcie piłki po gwizdku) / Cristaldo 28 (faul), E.Sánchez 90 (faul)                                                                          |

## Podsumowanie

### Grupa A
| 11 czerwca |  | Paragwaj | 1 | - | 0 (1-0) | Chile |

| 11 czerwca |  | Argentyna | 0 | - | 0 | Ekwador |

| 14 czerwca |  | Ekwador | 2 | - | 0 (0-0) | Paragwaj |

| 14 czerwca |  | Argentyna | 2 | - | 0 (0-0) | Chile |

| 17 czerwca |  | Ekwador   | 2 | - | 1 (1-0) | Chile    |
| 17 czerwca |  | Argentyna | 1 | - | 1 (0-0) | Paragwaj |

#### Tabela końcowa
Grupa A
| M | Reprezentacja | L.m. | Zw. | Rem. | Por. | Bramki | R.br. | Pkt |
| 1 | Ekwador       | 3    | 2   | 1    | 0    | 4:1    | +3    | 7   |
| 2 | Argentyna     | 3    | 1   | 2    | 0    | 3:1    | +2    | 5   |
| 3 | Paragwaj      | 3    | 1   | 1    | 1    | 2:3    | -1    | 4   |
| 4 | Chile         | 3    | 0   | 0    | 3    | 1:5    | -4    | 0   |

### Grupa B
| 12 czerwca |  | Peru | 1 | - | 0 (0-0) | Urugwaj |

| 12 czerwca |  | Boliwia | 1 | - | 0 (0-0) | Wenezuela |

| 15 czerwca |  | Urugwaj | 2 | - | 0 (1-0) | Wenezuela |

| 15 czerwca |  | Boliwia | 2 | - | 0 (1-0) | Peru |

| 18 czerwca |  | Peru | 2 | - | 0 (1-0) | Wenezuela |

| 18 czerwca |  | Boliwia | 1 | - | 0 (1-0) | Urugwaj |

#### Tabela końcowa
Grupa B
| M | Reprezentacja | L.m. | Zw. | Rem. | Por. | Bramki | R.br. | Pkt |
| 1 | Boliwia       | 3    | 3   | 0    | 0    | 4:0    | +4    | 9   |
| 2 | Peru          | 3    | 2   | 0    | 1    | 3:2    | +1    | 6   |
| 3 | Urugwaj       | 3    | 1   | 0    | 2    | 2:2    | 0     | 3   |
| 4 | Wenezuela     | 3    | 0   | 0    | 3    | 0:5    | -5    | 0   |

### Grupa C
| 13 czerwca |  | Meksyk | 2 | - | 1 (2-0) | Kolumbia |

| 13 czerwca |  | Brazylia | 5 | - | 0 (2-0) | Kostaryka |
| 16 czerwca |  | Kolumbia | 4 | - | 1 (2-0) | Kostaryka |

| 16 czerwca |  | Brazylia | 3 | - | 2 (0-2) | Meksyk |

| 19 czerwca |  | Meksyk | 1 | - | 1 (1-0) | Kostaryka |

| 19 czerwca |  | Brazylia | 2 | - | 0 (1-0) | Kolumbia |

#### Tabela końcowa
Grupa C
| M | Reprezentacja | L.m. | Zw. | Rem. | Por. | Bramki | R.br. | Pkt |
| 1 | Brazylia      | 3    | 3   | 0    | 0    | 10:2   | +8    | 9   |
| 2 | Meksyk        | 3    | 1   | 1    | 1    | 5:5    | 0     | 4   |
| 3 | Kolumbia      | 3    | 1   | 0    | 2    | 5:5    | 0     | 3   |
| 4 | Kostaryka     | 3    | 0   | 1    | 2    | 2:10   | -8    | 1   |

### Mała tabela (zespoły, które zajęły trzecie miejsce w grupach)
| M | Reprezentacja | L.m. | Zw. | Rem. | Por. | Bramki | R.br. | Pkt |
| 1 | Paragwaj      | 3    | 1   | 1    | 1    | 2:3    | -1    | 4   |
| 2 | Kolumbia      | 3    | 1   | 0    | 2    | 5:5    | 0     | 3   |
| 3 | Urugwaj       | 3    | 1   | 0    | 2    | 2:2    | 0     | 3   |

### Ćwierćfinały
| 21 czerwca |  | Peru | 2 | - | 1 (1-0) | Argentyna |

| 21 czerwca |  | Boliwia | 2 | - | 1 (2-0) | Kolumbia |

| 22 czerwca |  | Meksyk | 1 | - | 1 (1-1, 1-1, 1-1), po dogrywce, karne: 4:3 | Ekwador |

| 22 czerwca |  | Brazylia | 2 | - | 0 (2-0) | Paragwaj |

### Półfinały
| 25 czerwca |  | Boliwia | 3 | - | 1 (2-1) | Meksyk |

Mecz przerwany w 28 minucie na okres 10 minut.
| 26 czerwca |  | Brazylia | 7 | - | 0 (4-0) | Peru |

### O trzecie miejsce
| 28 czerwca |  | Peru | 0 | - | 1 (0-0) | Meksyk |

### Finał
| 4 lipca |  | Boliwia | 1 | - | 3 (1-1) | Brazylia |

Trzydziestym ósmym triumfatorem turnieju Copa América został po raz piąty zespół Brazylii.

### Strzelcy bramek
| Gole   | Piłkarze |
| ------ | --- |
| 6      | Hernández |
| 5      | Ronaldo |
| 3      | Gallardo E.Sánchez Leonardo, Romário |
| 2      | Baldivieso, Etcheverry Denilson, Djalminha, Edmundo Graziani Morantes Cominges, Hidalgo |
| 1      | Berti Coimbra, Moreno, R.Castillo Aldair, Dunga, Flavio Conceiçăo, Zé Roberto Vergara Capurro, Gavica, Sánchez Aristizábal, Cabrera, Gaviria, Ricard Medford, Wright Blanco, Ramírez Acuńa, Chilavert Carazas Recoba, Saralegui |
| samob. | González (dla Brazylii) Romero (dla Brazylii) |

### Sędziowie
| Mecze | Sędziowie                                                                                        |
| ----- | ------------------------------------------------------------------------------------------------ |
| 3     | Byron Moreno Epifanio González Jorge Nieves                                                      |
| 2     | Horacio Elizondo Antônio Pereira Rafael Sanabria Rodrigo Badilla Antonio Marrufo Paolo Borgosano |
| 1     | René Ortubé, Juan Carlos Paniagua Eduardo Gamboa José Arana Esfandiar Baharmast                  |